# أرشفة إلكترونية
في علم الحوسبة، يتم تخزين المعلومات في ذاكرة داخل ما يسمى ب «ملف». وكلمة «ملف» بشكل عام تعرف أحياناً ب «أرشفة إلكترونية أو محفوظات إلكترونية» وأحياناً ب «مستندات رقمية».
مصطلح «أرشيف إلكتروني» يعني ملف معلومات يُقسم إلى سجلات وحقول أي صفوف وأعمدة كما هو الحال في الجداول. أما مصطلح «مستندات رقمية» تعني ملف معلومات لا يحكمه معيار تصنيف محدد.
الأرشفة الإلكترونية هي «عملية استخدام الجهات التي ستدخل في نطاق الدراسة لتقنيات المعلومات الحديثة، المادية والمنطقية من أجهزة الحاسبات وبرمجياتها، وتقنيات الاتصالات وملحقاتها، للقيام بجميع المهام التي كانت تقوم بها الأرشفة التقليدية وأكثر، ذلك لزيادة السيطرة علي الوثائق وتحسين وسائل إدارتها من خلال أسس التنظيم المعلوماتي».
أحياناً يتم الخلط بين مصطلحي الأرشيف إلكتروني والمستندات الرقمية. على سبيل المثال، «المستند الرقمي» هو نص تم إنشاؤه باستخدام برامج معالجة النصوص، ولكن لا يتم تنظيم البيانات به داخل جدول.
كانت للتطورات التي طرأت على تكنولوجيا المعلومات والاتصالات في الثمانينات والتسعينات أثر كبير على تطبيقات نظم المعلومات في المؤسسات العامة والخاصة؛ فبعد ظهور الشبكات المحلية وشبكات الإنترنت والإنترانت دخلت تطبيقات الأتمته في المؤسسات العامه والخاصة مرحلة أعمق وأشمل من المراحل السابقه جميعها.
وكان لتكامل تكنولوجيا المعلومات والاتصالات في الشبكات السريعه تأثير كبير على طرق إنشاء السجلات الإلكترونية وسهولة نقل الرسائل والوثائق والبرمجيات إلى أية نقطة متصلة بشبكة الإنترنت في أي مكان من العالم؛ وبذلك أمكن تقنيا معالجة ونقل جميع المعلومات المطلوبه في جميع أقسام المؤسسات الرسمية والخاصة المتباعدة جغرافيا؛ تماما كما لو أن موظفي المؤسسة يعملون في مبنى واحد دون أن يخسروا أية ميزه من سهولة استخدام الوثائق الورقيه أو مصداقيتها: وهكذا ظهر اهتمام الأرشيفيين بحفظ واسترجاع هذه الوثائق الرسمية الإلكترونية التي تجرى ضمن بنية إلكترونية بحته، وفي جزء هام من هذه الحالات دون استخدام الورق.
ومع توجه المؤسسات نحو اعتماد السجلات الالكترونية كان لا بد للمؤسسات الأرشيفية من مواكبة هذا التطور التقنى الهام؛ فقد انشأ المجلس التقنى للأرشيف ICA في أواسط السبعينات لجنة للأتمته أصدرت توجيهات إرشادية لتطوير المناهج التعليمية بما يكفل إدماج دراسة تطبيقات الأتمتة في المؤسسات الأرشيفية.وفى عام 1993 تأسست لجنة السجلات الإلكترونية في المجلس الدولى للأرشيف ICA، وقد أعدت هذه اللجنة ثلاث دراسات طرحتها في ندوة استشارية عام 1996 ثم نشرتها بعد إقرارها رسميا لتصبح من الوثائق المعتمدة لدى المجلس.

## البرامج الإلكترونية
يتم إنشاء وتعديل الملفات الإلكترونية بواسطة برامج إلكترونية مناسبة قادرة على التعرف على البنية الداخلية للأرشيف وتسمح بإدخال وتعديل وحذف وقراءة إحدى أجزاء الأرشيف.

## مراحل الأرشفة الإلكترونية
تنقسم مراحل الأرشفة الإلكترونية إلى مرحلتين أساسيتين:
أولا: مراحل التخطيط للأرشفة الإلكترونية.
ثانيا: المراحل التنفيذية للأرشفة الإلكترونية.

### مراحل التخطيط للأرشفة الإلكترونية
وتشمل: 
1. مرحلة الدراسة والمسح: وتتمثل في حصر الوثائق المزمع رقمنتها وتحديد كميتها وأشكالها وأنواعها التي تختلف حسب اللون /الحجم/الجودة الورقية.
2. مرحلة التحليل: وتتمثل في تحديد الأولويات لتحويل الوثائق من الورقية إلى الإلكترونية وإعداد قوائم تتضمن البيانات الأساسية للوثائق كتحديد أماكنها وعناوين تواجدها وحفظها ودرجة نشاطها...إلخ.وهو بمثابة الجرد الكامل للوثائق.
3. مرحلة بناء الخطة: وتتمثل في وضع خطة لحفظ الوثائق: أي قواعد لمدد استبقائها أي مدة حفظها وتاريخ وتقرير مصيرها النهائى وتحديد تاريخ إتلافها أو ترحيلها. وكذلك تحديد نظام لتصنيف الوثائق أي بإسناد رموز تصنيفية لها ومكنز يحتوي على مصطلحات موحدة ككلمات مفتاحية لاستعمالها عند البحث واسترجاع الوثيقة.
4. مرحلة اختيار البرمجيات: وتشمل التجهيزات الالية والبرمجيات المختصة بالتصرف الإلكترونى في الوثائق والمنظومات وقواعد البيانات اللزمة ووضع الحقول المناسبة اختيار أدوات البحث وإعداد التقارير المطلوبه...إلخ.
5. مرحلة إعداد قواعد البيانات: وتتمثل في أعداد قواعد للبيانات التي ستتضمنها حفظ ومعالجة الوثائق الإلكترونية.

### ثانيا: المراحل التنفيذية للأرشفة الألكترونية
وتشمل المراحل التالية:
1. مرحلة تحضير الوثائق والملفات
2. مرحلة التصوير الضوئى
3. مرحلة مراقبة وتدقيق الجودة
4. مرحلة الفهرسة
5. مرحلة إعداد الملفات
6. مرحلة الحفظ والخزن
7. مرحلة الاطلاع على الأرشيف الألكترونى

أولا: مرحلة تحضير الوثائق والملفات:
- استبعاد الأوراق المكرره والتي لن يتم أرشفتها.
- تصوير بعض الوثائق القديمة يدويا حتى نستطيع تصويرها ضوئيا.
- إزالة الدبابيس الموجودة على الوثائق.
- فصل الأوراق إلى مجموعات حسب الحجم أو التي تحتوى على ألوان أو التي تحوى بيانات على الوجهين...إلخ.
- وضع علامات مميزه على الوثائق وتسهيل عملية تجميعها كما كانت قبل التصوير الضوئى.

ثانيا: مرحلة التصوير الضوئى:
تتم عملية التصوير الضوئى للوثائق التي تم تحضيرها سابقا بواسطة أجهزة المسح الضوئى المناسبة لحجم الوثيقة ووضوحها، وعملية التصوير الضوئى هي الخطوة الأولى لتحويل الملفات الورقيه إلى ملفات إلكترونية يتم تخزينها على أجهزة الحاسب الإلى.كما لابد من التركيز على الأجهزة المطلوبه للتخزين، نوع الملف الإلكترونى.استخدام خاصية ضغط الملفات، صلاحيات الإطلاع والتغيير... إلخ
ثالثا: مرحلة مراقبة وتدقيق الجودة:
هي مرحلة تتم بالتوازى مع عملية التصوير الضوئى ححيث يقوم الموظف الذي يصور الملفات ضوئيا أو أي موظف أخر تكون مهمته مراقبة الجودة بالتدقيق على الملفات المصورة ضوئيا ومقارنتها بالأصل للتأكد من وضوحها وجودتها وعدم ضياع أي معلومه قد تحتويها الوثيقة.
رابعا: مرحلة الفهرسة:
هي مرحلة إدخال البيانات والفهارس المتعلقه بالملفات والأوراق التي يتم تصويرها وهي عملية فهرسة مادية ووصفية وتكشيف للوثائق من أجل إقامة ربط بين البطاقة الفهرسية والملف المرافق لهذه الصورة وهذا بإعطاء كاشف وحيد يتم تدوينه على الوثيقة المرقمنه وعلى بطاقة التكشيف. ويمكن أن يتم التكشيف يدويا أو اليا؛ حيث أن التكشيف اليدوى هو عبارة عن تلخيص أو تحليل للوثيقه والذي يمكن أن يتم بكشاف يحتوى على الكلمات الواصفات.
أما التكشيف الإلى (الأوتوماتيكي): هي طريقة التكشيف الأكثر استعمالا حيث يتم استخلاص كل المصطلحات وتشكيل كشاف عام مع الاستغناء عن كلمات أو أدوات الربط؛ ويمكن استعمال برمجيات في عملية التكشيف؛ إما أن تكون معدة خصيصا للهيئة أو تكون برمجيات عامة.
خامسا: مرحلة إعادة الملفات إلى أصولها:
وتتمثل هذه العملية في إعادة الملفات والوثائق التي كانت في طور التصوير الضوئى إلى بعضها وإلى أصولها التي كانت عليها قبل الرقمنه وذلك بإعادة تدبيسها بعد فكها من بعضها.
سادسا: مرحلة الحفظ والخزن
تتم مرحلة حفظ وخزن الوثائق في وسئط ودعائم مختلفه منها ذاكرة الحاسب نفسه ومنها الأقراص الممغنطة والمدمجه وكذلك في النظم المركزية وهي طريقة الحفظ الاحتياطى.
سابعا: الاطلاع على الأرشيف الإلكترونى (تبليغ وتوزيع الأرشيف الإلكتروني):
إن رقمنة الأرصدة الأرشيفية وإنفاق المبالغ المالية والبشرية والتجهيزيه عليها ليس بغرض الحفظ فقط وإنما لهدف أهم وهو تبليغ الأرشيف للمستفيدين والاطلاع عليه بشكل مباشر أو غير مباشر.

## عيوب الأرشفة الإلكترونية
قد يحتوي الأرشيف الإليكتروني – المحفوظ داخل جدول- على معلومات عن عدد محدود من العناصرلكنه ليس الحل الأمثل لفهرسة المعومات. على سبيل المثال، حين يتم إدراج عدد كبير من الفئات (الحقول) في بعض الأحوال للوصول للعناصر (السجلات) الجديدة يجب تكرار بيانات تم إدراجها بالفعل مما يتسبب في ما يسمى ب «التكرار». لهذا السبب، يوجد أنظمة أخرى لتخزين البيانات تعرف ب «قواعد البيانات».

## وصلات خارجية
- بيانات
- ملفات
- قاعدة بيانات